# Франц Йозеф фон Хоенлое-Шилингсфюрст
Франц Йозеф Карл Конрад фон Хоенлое-Шилингсфюрст (на немски: Franz Joseph Karl Conrad Fürst zu Hohenlohe-Schillingsfürst; * 26 ноември 1787, Купферцел; † 14 януари 1841, Корвей) е 5. княз на Хоенлое-Шилингсфюрст (1807 – 1841).

## Биография
Той е син (десетото дете) на княз Карл Албрехт II фон Хоенлое-Валденбург-Шилингсфюрст (1742 – 1796) и втората му съпруга унгаската баронеса Юдит Анна Франциска Ревицки де Ревисние (1753 – 1836). Брат е на Карл Албрехт III Филип Йозеф (1776 – 1843), 4. княз на Хоенлое-Валденбург-Шилингсфюрст, и Александер (1794 – 1849), титулярен епископ на Сердика (Сардика), абат на Св. Михаел, Унгария.
През 1807 г. е наследствената подялба на Хоенлое-Валденбург-Шилингсфюрст (вюртембергска линия) и Хоенлое-Валденбург-Шилингсфюрст (баварска линия).
Той умира на 14 януари 1841 г. на 53 години в Корвей.

## Фамилия
Франц Йозеф фон Хоенлое-Шилингсфюрст се жени на 29 март 1815 г. в Шилингсфюрст за принцеса Каролина Фридерика Констанца фон Хоенлое-Лангенбург (* 23 февруари 1792, Лангенбург; † 25 юли 1847, дворец Рауден, Силезия), дъщеря на княз Карл Лудвиг фон Хоенлое-Лангенбург (1762 – 1825) и графиня Амалия Хенриета Шарлота фон Золмс-Барут (1768 – 1847). Те имат девет деца:
- Тереза Амалия Юдита цу Хоенлое-Шилингсфюрст (* 19 април 1816, Фьозлау; † 7 януари 1891, Валденбург), омъжена на 26 ноември 1840 г. в Лангенбург за княз Фридрих Карл I Йозеф цу Хоенлое-Валденбург-Шилингсфюрст (* 5 май 1814; † 26 декември 1884)
- Виктор Мориц Карл цу Хоенлое-Шилингсфюрст (* 10 февруари 1818, Лангенбург; † 30 януари 1893, дворец Рауден, Силезия), 1 княз на Корвей в Прусия (15 октомври 1840) и 1. херцог на Ратибор (15 октомври 1840), княз на Хоенлое-Шилингсфюрст (4 януари 1841), абдикита като принц на Хоенлое-Шилингсфюрст (1841), женен на 19 април 1845 г. за принцеса Амалия фон Фюрстенберг (* 12 февруари 1821; † 17 януари 1899)

- Хлодвиг Карл Виктор цу Хоенлое-Шилингсфюрст (* 31 март 1819, Ротенбург ан дер Фулда; † 6 юли 1901, Бад Рагаз), княз Хоенлое-Шилингсфюрст (1845), женен на 16 февруари 1847 г. в Рьоделхайм за принцеса Мария фон Сайн-Витгенщайн-Сайн (* 16 февруари 1829, Санкт Петерсбург, Русия; † 21 декември 1897, Берлин)
- Филип Ернст цу Хоенлое-Шилингсфюрст (* 24 май 1820; † 3 май 1845, Донаушинген), княз на Хоенлое-Шилингсфюрст (1841)
- Амалия Аделхайд цу Хоенлое-Шилингсфюрст (* 31 август 1821, Шилингсфюрст; † 9 септември 1902, Лангензалца), омъжена на 30 април 1857 г. в Хербследен при Гота за Рихард Лаухерт († 27 декември 1868, Гота)
- Густав Адолф цу Хоенлое-Шилингсфюрст (* 26 март 1823, Ротенбург а.д.Фулда; † 30 октомври 1896, Рим), кардинал (1823 – 1896), архиепископ на Едеса
- Йозеф цу Хоенлое-Шилингсфюрст (* 8 септември 1824, Шилингсфюрст; † 10 март 1827, Ротенбург)
- Константин Виктор Ернст Емил Карл Александер Фридрих цу Хоенлое-Валденбург-Шилингсфюрст (* 8 септември 1828, Вилдег; † 14 февруари 1896, Виена), принц на Хоенлое-Валденбург-Шилингсфюрст-Ратибор и Корвей, женен на 15 октомври 1859 г. във Ваймар за принцеса Мария Антоанета цу Сайн-Витгенщайн-Берлебург (* 18 февруари 1837; † 21 януари 1920)
- Елиза Аделхайд Каролина Клотилда Фердинанда цу Хоенлое-Шилингсфюрст (* 6 януари 1831, Ротенбург; † 29 юни 1920, Хокстер), омъжена на 1 август 1868 г. в Шилингсфюрст за принц Карл цу Салм-Хорстмар (* 20 октомври 1830; † 9 септември 1909, Хокстер)